# I. Roman moldvai fejedelem
I. Roman (? – 1394. március) Moldvai fejedelem 1392-től haláláig.
Megbuktatta fivérét, I. Istvánt és maga ült a trónra. Meghódolt a lengyel királynak, Jagelló Ulászlónak és annak unokaöccsével,  Teodoras Karijotaitis podóliai fejedelemmel szövetkezett rokonuk, a litván Vytautas nagyfejedelem ellen, ám vereséget szenvedett.
Fia I. Sándor néven 1400-tól kormányozta Moldvát.